# Fügebock

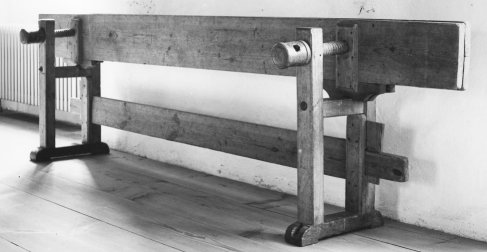
Fügeböcke mit eingespanntem Werkstück

Der Fügebock ist ein Gestell, in das an der Längskante zu bearbeitende Bretter gespannt werden.
Der Fügebock besteht aus zwei vertikalen, unten durch einen Fuß und in halber Höhe durch ein Querstück verbundenen Holzsäulen. In seiner oberen gabelförmigen Öffnung wird das zu bearbeitende Brett auf die hohe Kante gestellt. Mit einem Keil oder einer Schraube wird es so festgeklemmt, dass der obere Rand herausragt.
Es werden immer zwei Fügeböcke gleichzeitig benutzt, die in der durch die Länge der Bretter bestimmten Entfernung voneinander aufgestellt sind. Durch eine unterhalb der Querstücke befestigte Diele können die Böcke zu einer Fügelade miteinander verbunden werden.